# SEN Magazine
SEN Magazine ('sen' betekent 'jij' in het Turks) was een tijdschrift gericht op de mediterrane vrouw in Nederland. Het werd gelanceerd in april 2004 door Senay Özdemir, voormalig omroepster bij de TROS, en haar zus Çilay Özdemir.
de Volkskrant riep SEN in 2004 uit tot 'Meest veelbelovende vrouwenblad van 2004'. Enige tijd later besloot Sanoma Uitgevers het blad, dat tot dan toe door Senay zelf werd uitgegeven, onder haar hoede te nemen. Na de overname ging Senay denken aan een Duitse uitgave van SEN.
Hoewel SEN genoeg publiciteit kreeg, daalden de verkoopcijfers, en daarmee ook de oplage. In het begin kwam het magazine maandelijks uit in een oplage van 40.000 stuks. Aan het einde was dit afgenomen tot acht keer per jaar in een oplage van 20.000 stuks. Sanoma Uitgevers maakte bekend dat het blad een te lage oplage had, en in juni 2006 werd de laatste editie van SEN Magazine gepubliceerd. Senay besloot daarna verder te gaan met SEN Digizine, een online magazine. Diverse lezeressen waren boos en vroegen om een herstart van de papieren uitgave.